# 지잔주
지잔주(아랍어: جيزان)는 사우디아라비아 남서부에 위치한 주로, 사우디아라비아에서 면적이 가장 작은 주이다. 홍해 남부 연안에서 약 300 km 정도 뻗어 있으며 예멘 북쪽에 자리잡고 있다. 주도는 지잔이며 면적은 11,671km2, 인구는 1,186,139명(2004년 기준)이다. 홍해에 있는 100여 개 이상의 섬도 관할한다. 사우디아라비아 최초의 자연 보호 구역인 파라산 제도에는 멸종 위기에 처해 있는 아라비아가젤이 서식하며 유럽에서 온 철새들이 이 곳에서 겨울을 보낸다.